# 訪問美容師
訪問美容師（ほうもんびようし）とは、美容室やサロンに来店できない人々のために、自宅、介護施設、病院、その他の場所を訪問して美容サービスを提供する美容師のことを指す。身体的な制約や体調の問題、時間的な都合などさまざまな理由で美容室へ行けない顧客が対象であり、主にヘアカット、ヘアカラー、パーマ、シャンプー・ブロー、ヘアセットなどを行う。
日本においては高齢化が進む中、高齢者や介護を必要とする人に対するサービス需要が増加しており、訪問美容師は社会的な役割を果たしている。
訪問美容は介護保険適用外のサービスであるが、自治体によって独自の助成を行っている地域もある。

## 提供する主なサービス
訪問美容師が提供する主なサービスは以下の通りである。
ヘアカット
顧客の自宅や施設で髪を整える。車椅子やベッドに寝ている状態でも対応可能。
ヘアカラー・パーマ
持ち運びが可能な道具を使用し、カラーリングやパーマを実施。時間や体への負担に配慮する必要がある。
シャンプー・ブロー
ポータブルシャンプー台やウォーターレスシャンプーを使用。寝たきりの顧客でも施術が可能。
ヘアセット
冠婚葬祭やイベントに向けたヘアセットも行う。

## 対象となる顧客
※出典は厚生労働省の「理容師法施行令第4条第1号及び美容師法施行令第4条第1号に基づく出張理容・出張美容の対象について」。
- 疾病の状態にある場合のほか、骨折、認知症、障がい、寝たきり等の要介護状態にある等の状態にあるものであって、その状態の程度や生活環境に鑑み、社会通念上、理容所または美容所に来ることが困難であると認められるもの
- 自宅等において、常時家族である乳幼児の育児又は要介護状態にある高齢者等の介護を行っているものであって、その他の家族の援助や行政等による育児又は介護サービスを利用することが困難であり、仮に、自宅等に育児又は介護を受けている家族を残して理容所又は美容所に行った場合には、当該家族の安全性を確保することが困難になると認められるもの。
- また上記以外の場合を対象にすることも妨げるものではないが、理容師法に基づき、原則として利用所または美容所で行わなければならないとされている趣旨を十分に踏まえること。

## 訪問美容師が求められる理由
高齢化社会の進行：高齢者人口の増加に伴い、施設や自宅でのケアが必要な人が増えている。
- QOL（生活の質）の向上：外見を整えることで、心理的な健康や自信を回復できる[11]。
- 介護施設・医療機関からの需要：外出が困難な入所者や患者に対するニーズがある[1]。
- 働き方の多様化：多忙な個人に対し、時間や場所を選ばないサービスが支持されている[12]。

## メリットと課題
メリット
顧客の心理的・身体的な負担軽減：移動せずにサービスを受けられる
一人ひとりに合わせた対応が可能：個別のニーズや体調に合わせた施術ができる。
QOLの向上に貢献：外見を整えることで気分転換やポジティブな感情が生まれる。
課題
対応力が求められる：限られた空間や異なる環境に適応する必要がある。

## 歴史
訪問美容サービスの起源は江戸時代にさかのぼる。当時、店舗を持たずに道具を携えて顧客の自宅を訪問し、髪を結う「髪結師」が存在した。これらの髪結師は、江戸では「あごつき」、京都や大阪では「廻り」と呼ばれ、得意先を巡回してサービスを提供していた。
しかし、戦後の1951年（昭和26年）に理容師法が改正され、特別な事情を除いて出張営業が禁止された。1957年に制定された美容師法においても第7条で「美容師は、美容所以外の場所において、美容の業をしてはならない。ただし、政令で定める特別の事情がある場合には、この限りでない。」と定められた。
その後、日本における高齢化社会の進行に伴い、サロンに来店できない高齢者や身体が不自由な人々への対応が社会的に求められるようになった。1980年代から1990年代にかけて、一部の美容師が個別に訪問美容を再開し、例えば1993年頃には訪問美容を専門的に提供する事例も現れた。
2000年に介護保険制度が施行されたことで、訪問美容サービスの需要はさらに高まり、制度上のサポートを受けながらサービスを受けることが可能になった。これにより、訪問美容は社会的な役割を担う重要なサービスとして広く認識されるようになった。

## 法的・制度的な位置づけ（日本）
美容師法第2条において「美容とはパーマネントウェーブ、結髪、染色、及び化粧を施すこと」と定義されており、訪問美容もこの範囲に含まれる。
日本では、訪問美容に限らず、美容師には美容師免許が必要である（美容師法第6条）。厚生労働省は「美容師法における出張美容に関する衛生管理指導要領」（2007年10月制定）において、訪問理美容を行う者を理容師法・美容師法に定める理容所・美容所の開設者に限定しない自治体に対して必要な措置（衛生措置の周知や営業者の名称、営業区域、従業員等について把握等ができる条例または要綱の制定）を求めている。
さいたま市では、高齢者や障がい者向けに訪問美容サービスの補助金制度を導入している。